# B-VM i håndbold 1992 (mænd)
B-Verdensmesterskabet i håndbold for mænd 1992 var det ottende og hidtil sidste B-VM i håndbold for mænd, og turneringen med deltagelse af 16 hold afvikledes i Østrig i perioden 19. – 29. marts 1992. Turneringen fungerede som kvalifikation til A-VM 1993, og holdene spillede om fem ledige pladser ved A-VM. Herefter blev B-VM erstattet af kontinentale VM-kvalifikationsturneringer.
Turneringen blev vundet af Norge, som i finalen besejrede værtslandet Østrig med 26-19, og de to hold kvalificerede sig dermed til det efterfølgende A-VM sammen med Island, Schweiz og Danmark.

## Resultater

### Indledende runde
De 16 deltagende hold var inddelt i fire grupper med fire hold i hver, og i hver gruppe spillede holdene en enkeltturnering alle-mod-alle. De tre gruppevindere, tre -toere og tre -treere gik videre til mellemrunden, hvor de blev inddelt i to nye grupper med seks hold, mens de øvrige fire hold spillede videre om 13.- til 16.-pladsen.

#### Gruppe A
| Dato  | Kamp              | Res.  | Pause | Spillested |
| ----- | ----------------- | ----- | ----- | ---------- |
| 19.3. | Island – Holland  | 30–20 | 12-90 |            |
| 19.3. | Norge – Belgien   | 24–19 | 15-70 |            |
| 21.3. | Island – Belgien  | 25–16 | 11-40 |            |
| 21.3. | Norge – Holland   | 23–21 | 11-12 |            |
| 22.3. | Holland – Belgien | 16–16 | 7-7   |            |
| 22.3. | Norge – Island    | 21–20 | 12-12 |            |

| Gruppe  | Kampe | Mål   | Point |
| ------- | ----- | ----- | ----- |
| Norge   | 3     | 68-60 | 6     |
| Island  | 3     | 75-57 | 4     |
| Holland | 3     | 57-69 | 1     |
| Belgien | 3     | 51-65 | 1     |

#### Gruppe B
| Dato  | Kamp              | Res.  | Pause | Spillested |
| ----- | ----------------- | ----- | ----- | ---------- |
| 19.3. | Polen – Israel    | 26–19 | 13-10 |            |
| 19.3. | Danmark – Egypten | 22–17 | 9-8   |            |
| 21.3. | Polen – Egypten   | 17–17 | 09-10 |            |
| 21.3. | Israel – Danmark  | 23–22 | 09-11 |            |
| 22.3. | Danmark – Polen   | 23–18 | 10-10 |            |
| 22.3. | Israel – Egypten  | 17–17 | 07-11 |            |

| Gruppe  | Kampe | Mål   | Point |
| ------- | ----- | ----- | ----- |
| Danmark | 3     | 67-58 | 4     |
| Polen   | 3     | 61-59 | 3     |
| Israel  | 3     | 59-65 | 3     |
| Egypten | 3     | 51-56 | 2     |

#### Gruppe C
| Dato  | Kamp                  | Res.  | Pause | Spillested |
| ----- | --------------------- | ----- | ----- | ---------- |
| 19.3. | Schweiz – Bulgarien   | 21–16 | 11-80 | Lustenau   |
| 19.3. | Argentina – Kina      | 21–14 | 10-15 | Lustenau   |
| 21.3. | Schweiz – Kina        | 29–90 | 13-70 | Lustenau   |
| 21.3. | Bulgarien – Argentina | 27–18 | 12-80 | Lustenau   |
| 22.3. | Schweiz – Argentina   | 18–90 | 11-60 | Lustenau   |
| 22.3. | Kina – Bulgarien      | 30–21 | 13-11 | Lustenau   |

| Gruppe    | Kampe | Mål   | Point |
| --------- | ----- | ----- | ----- |
| Schweiz   | 3     | 68-34 | 6     |
| Bulgarien | 3     | 64-69 | 2     |
| Kina      | 3     | 53-71 | 2     |
| Argentina | 3     | 48-59 | 2     |

#### Gruppe D
| Dato  | Kamp             | Res.  | Pause | Spillested |
| ----- | ---------------- | ----- | ----- | ---------- |
| 19.3. | Finland – USA    | 26–14 | 11-40 | Stockerau  |
| 19.3. | Østrig – Japan   | 29–12 | 16-50 | Stockerau  |
| 21.3. | Østrig – Finland | 24–17 | 10-10 | Stockerau  |
| 21.3. | Japan – USA      | 21–20 | 09-10 | Stockerau  |
| 22.3. | Østrig – USA     | 28–15 | 13-70 | Stockerau  |
| 22.3. | Finland – Japan  | 24–20 | 11-10 | Stockerau  |

| Gruppe  | Kampe | Mål   | Point |
| ------- | ----- | ----- | ----- |
| Østrig  | 3     | 81-44 | 6     |
| Finland | 3     | 67-58 | 4     |
| Japan   | 3     | 53-73 | 2     |
| USA     | 3     | 49-75 | 0     |

### Mellemrunde
De tolv hold var inddelt i to grupper med seks hold i hver, og i hver gruppe spillede holdene en enkeltturnering alle-mod-alle. Resultater af indbyrdes opgør mellem hold fra samme indledende gruppe blev overført til mellemrunden. De to gruppevindere gik videre til finalen, og toerne gik videre til bronzekampen. Treerne spillede videre i kampen om 5.-pladsen, mens firerne spillede om 7.-pladsen, femmerne om 9.-pladsen og sekserne om 11.-pladsen.

#### Gruppe I
| Dato  | Kamp                | Res.  | Pause | Spillested |
| ----- | ------------------- | ----- | ----- | ---------- |
| 24.3. | Schweiz – Japan     | 28–19 | 16-70 | Graz       |
| 24.3. | Finland – Kina      | 29–17 | 14-70 | Graz       |
| 24.3. | Østrig – Bulgarien  | 28–16 | 11-70 | Graz       |
| 25.3. | Bulgarien – Japan   | 20–17 | 10-11 | Graz       |
| 25.3. | Schweiz – Finland   | 16–14 | 12-10 | Graz       |
| 25.3. | Østrig – Kina       | 29–27 | 17-13 | Graz       |
| 27.3. | Kina – Japan        | 24–24 | 15-12 | Graz       |
| 27.3. | Finland – Bulgarien | 26–24 | 13-13 | Graz       |
| 27.3. | Østrig – Schweiz    | 20–20 | 09-11 | Graz       |

| Gruppe    | Kampe | Mål     | Point |
| --------- | ----- | ------- | ----- |
| Østrig    | 5     | 130-920 | 9     |
| Schweiz   | 5     | 114-780 | 9     |
| Finland   | 5     | 110-101 | 6     |
| Kina      | 5     | 107-132 | 3     |
| Bulgarien | 5     | 097-122 | 2     |
| Japan     | 5     | 092-125 | 1     |

#### Gruppe II
| Dato  | Kamp              | Res.  | Pause | Spillested |
| ----- | ----------------- | ----- | ----- | ---------- |
| 24.3. | Norge – Israel    | 21–17 | 9-6   | Innsbruck  |
| 24.3. | Island – Polen    | 23–22 | 13-90 | Innsbruck  |
| 24.3. | Danmark – Holland | 25–17 | 12-10 | Innsbruck  |
| 25.3. | Israel – Holland  | 22–22 | 13-90 | Innsbruck  |
| 25.3. | Norge – Polen     | 28–23 | 11-13 | Innsbruck  |
| 25.3. | Island – Danmark  | 16–16 | 8-9   | Innsbruck  |
| 27.3. | Island – Israel   | 20–15 | 10-90 | Innsbruck  |
| 27.3. | Holland – Polen   | 26–23 | 09-12 | Innsbruck  |
| 27.3. | Danmark – Norge   | 23–22 | 8-9   | Innsbruck  |

| Gruppe  | Kampe | Mål     | Point |
| ------- | ----- | ------- | ----- |
| Norge   | 5     | 115-104 | 8     |
| Island  | 5     | 109-940 | 7     |
| Danmark | 5     | 109-960 | 7     |
| Israel  | 5     | 096-111 | 3     |
| Holland | 5     | 106-123 | 3     |
| Polen   | 5     | 112-119 | 2     |

### Placeringskampe
11. plads
| 29. marts 1992 | Polen     | 32-22   | Japan    | Wiener Stadthalle, Wien |
| 29. marts 1992 | Mokrzki 6 | (17-12) | Tanaka 8 | Wiener Stadthalle, Wien |
| 29. marts 1992 | 7× 1×     |         | 3×       | Wiener Stadthalle, Wien |

9. plads
| 29. marts 1992 | Holland          | 27-21   | Bulgarien   | Hermenhalle, |
| 29. marts 1992 | Jacob 6, Fiege 6 | (14-11) | Zaprianov 8 | Hermenhalle, |
| 29. marts 1992 | 4×               |         | 2×          | Hermenhalle, |

7. plads
| 29. marts 1992 | Israel               | 24-20   | Kina      | Wiener Stadthalle, Wien |
| 29. marts 1992 | Bernstein 7, Cohen 7 | (11-10) | Xindong 6 | Wiener Stadthalle, Wien |
| 29. marts 1992 | 5×                   |         | 1×        | Wiener Stadthalle, Wien |

5. plads
| 29. marts 1992 | Danmark     | 32-16  | Finland   | Hermenhalle, Tilskuere: 600 |
| 29. marts 1992 | Jørgensen 7 | (17-9) | Källman 8 | Hermenhalle, Tilskuere: 600 |
| 29. marts 1992 | 6×          |        | 4×        | Hermenhalle, Tilskuere: 600 |

Bronzekamp
| 29. marts 1992 | Island     | 22-21  | Schweiz       | Wiener Stadthalle, Wien |
| 29. marts 1992 | Olavsson 5 | (7–10) | Baumgartner 7 | Wiener Stadthalle, Wien |
| 29. marts 1992 | 2×         |        | 6×            | Wiener Stadthalle, Wien |

Finale
| 29. marts 1992 | Norge                                                                            | 26-19  | Østrig                                                                            | Wiener Stadthalle, Wien Tilskuere: 7.500 Dommere: H. Thomas, J. Thomas (GER) |
| 29. marts 1992 | Muffetangen 6, Gjekstad 6, Sando 4, Havang 4, Erland 3, Kjendalen 2, Tollefsen 1 | (12-9) | Dittert 9 Peissl 2, Gawlik 2, Kaschutz 2, Gangel 2, Aschenbauer 1, Higatzberger 1 | Wiener Stadthalle, Wien Tilskuere: 7.500 Dommere: H. Thomas, J. Thomas (GER) |
| 29. marts 1992 | 2×                                                                               |        | 3×                                                                                | Wiener Stadthalle, Wien Tilskuere: 7.500 Dommere: H. Thomas, J. Thomas (GER) |

### Placeringsrunde
Holdene, der sluttede på fjerdepladserne i grupperne i den indledende runde, spillede en enkeltturnering alle-mod-alle om 13.- til 16.-pladsen.
| Dato  | Kamp                | Res.  | Pause | Spillested |
| ----- | ------------------- | ----- | ----- | ---------- |
| 24.3. | Belgien – Argentina | 18–13 | 8-6   |            |
| 24.3. | Egypten – USA       | 21–18 | 12-70 |            |
| 25.3. | USA – Belgien       | 19–18 | 10-11 |            |
| 25.3. | Egypten – Argentina | 19–19 | 10-10 |            |
| 27.3. | USA – Argentina     | 19–16 | 10-40 |            |
| 27.3. | Egypten – Belgien   | 30–18 | 10-90 |            |

| Gruppe    | Kampe | Mål   | Point |
| --------- | ----- | ----- | ----- |
| Egypten   | 3     | 70-55 | 5     |
| USA       | 3     | 56-55 | 4     |
| Belgien   | 3     | 54-62 | 2     |
| Argentina | 3     | 48-56 | 1     |

### Samlet rangering
Hold markeret med grønt kvalificerede sig til A-VM 1993.
| Samlet rangering | Samlet rangering |
| ---------------- | ---------------- |
| Guld             | Norge            |
| Sølv             | Østrig           |
| Bronze           | Island           |
| 4.               | Schweiz          |
| 5.               | Danmark          |
| 6.               | Finland          |
| 7.               | Israel           |
| 8.               | Kina             |
| 9.               | Holland          |
| 10.              | Bulgarien        |
| 11.              | Polen            |
| 12.              | Japan            |
| 13.              | Egypten          |
| 14.              | USA              |
| 15.              | Belgien          |
| 16.              | Argentina        |